# Субективен идеализъм
Субективен идеализъм или емпиричен идеализъм е монистичната метафизична доктрина, според която само мисълта и мисловното начало съществуват. Той налага и е често асоцииран с „не-материализма“ – доктрината, според която материалните неща не съществуват. Субективният идеализъм отхвърля дуализма, неутралния монизъм и материализма. Той е диаметрално противоположен на елиминативния материализъм – доктрината, според която само материалните неща съществуват, а менталните – не.
Субективният идеализъм е синтез на феноменализъм или емпиризъм, който придава специален статут на непосредствено възприетото, което, от своя страна, придава специален статут на мисловното. Идеализмът отрича познаваемостта или съществуването на не-менталното, докато феноменализмът служи да ограничи мисловното до емпиричното. Следоватено субективният идеализъм идентифицира менталната реалност със света на обикновеня опит вместо да се позовава на неделимостта дух-свят на пантеизма или абсолютния идеализъм. Субективният идеализъм е субективен не защото отрича съществуването на обективна реалност, а защото твърди, че възприемането на тази реалност е изцяло зависимо от субекта.
Най-ранните мислители, които могат да се нарекат субективни идеалисти, са определени членове на Йогакара, според които света на опита се свежда до поток от субективни възприятия. Субективният идеализъм придобива ясна форма в Европа през 18 век в съчиненията на Джордж Бъркли, който твърди, че идеята за реалност, която зависи от мисълта е несъстоятелна, и заключава, че светът се състои от умовете на хората и на Бог. След него други продължително се мъчат да се справят със скептицизма на Бъркли. Имануел Кант отхвърля не-материализма на Бъркли, а на негово място предлага трансцендентален идеализъм, за който зависимият от ума свят съществува, но е неизразим в своята същност. От Кант насетне не-материализмът е рядко срещан, но е оцелял заради частичното му припокриване с близки течения като феноменализъм, субективизъм и перспективизъм.